# Wande
Mutiat Yewande Isola, conocida profesionalmente como Wande, es una artista de hip hop cristiano estadounidense de Nigeria y experiodista y administradora de A&R de Austin, Texas, Estados Unidos. Firmó con el sello cristiano de hip hop Reach Records en 2019, donde había trabajado como administradora de A&R. Antes de eso, como artista independiente, desde 2013 hasta 2018 lanzó varios sencillos e hizo numerosas apariciones destacadas en varias canciones, además de trabajar como periodista musical. Es la primera mujer que firmó con Reach. Su álbum debut (EP), Exit, fue lanzado el 24 de abril de 2020, seguido de un mini-EP The Decision el 4 de diciembre de 2020.

## Biografía
Wande nació en Nigeria y se crio en Round Rock y luego en Austin, Texas, Estados Unidos. Además del inglés, habla yoruba con fluidez. La mayor parte de su familia era musulmana, excepto su madre, que era cristiana. Al principio no se le permitió ir a la iglesia, y luego comenzó a tener que levantarse a las 5 de la mañana para leer la Biblia e ir con su madre al trabajo para que la recogieran para ir a la iglesia. Wande dijo en abril de 2020 que solía bromear "que iría a la mezquita y a la iglesia". Su curiosidad por Dios la llevó a buscar rap cristiano en Internet, y el primer resultado que surgió fue la canción de 2006 "Prayin 'for You" de Lecrae. En sexto grado, comenzó a tocar la flauta y estudió música hasta la escuela secundaria. Se convirtió al cristianismo en séptimo grado mientras realizaba una pasantía en un campamento en 2009 en Columbus, Texas, una decisión por la que encontró oposición dentro de su familia. Mientras estaba en el campamento, también vio una actuación del colectivo de hip hop cristiano 116 Clique, que en ese momento estaba formado por Lecrae, Trip Lee, Tedashii y Sho Baraka.

### Carrera artística
A pesar de este interés inicial en la música, Wande quería ser médico y se inscribió en un programa de ciencias y salud en la escuela secundaria. Se interesó en el rap después de que un profesor de biología le permitió componer un rap sobre el transporte celular en lugar de escribir un ensayo o hacer una presentación. A pesar de esto, inicialmente continuó estudiando salud y ciencias, llegando incluso a obtener una licencia para ser auxiliar de enfermería. Según Wande, tuvo "una lucha interna con todo el asunto del rap. Los africanos realmente no se meten con las carreras creativas. O te conviertes en médico o en abogado". Sin embargo, decidió cambiar de carrera y se dedicó a periodismo y relaciones públicas en la Universidad de Texas en Austin. Como periodista, anticipó que podría tener acceso a artistas, asistir a conciertos y realizar entrevistas. Pronto comenzó a escribir para el sitio web de hip hop cristiano Rapzilla y comenzó a ayudar al sello discográfico de hip hop cristiano RMG. Rapeó en los eventos del campus como una forma de servir en la iglesia. Fue miembro de las hermandades de mujeres Alpha Kappa Alpha y Sigma Phi Lambda, la Asociación Nacional de Periodistas Negros, IGotSole Dance Company y Texas Orange Jackets. Su primer disco lanzado fue una característica de la canción "BIG" de D-Flow en su álbum de 2013 Quarter to Vinci. Lanzó su primer sencillo, "No Flex" con ikilledmarlon, en mayo de 2016. Actuó en South by Southwest en 2016, 2017, y 2018. Hizo un trabajo de A&R para Ace Harris, y en 2017, mientras aún cursaba su educación universitaria, comenzó una pasantía en Reach Records. Poco antes de su graduación en 2018, fue contratada como administradora de A&R del sello.

### Firma con Reach Records
Al año siguiente firmó como artista discográfica con Reach, y lanzó su sencillo debut en el sello, "Blessed Up", en abril. El sencillo se incluiría el próximo año en la lista de reproducción de Michelle Obama. Wande es la primera mujer firmada por el sello. Ella ha expresado la esperanza de que su fichaje facilite a otras raperas seguir una carrera en el género de hip hop cristiano, dominado por hombres. "Creo que demostrará otras etiquetas que no debes tener miedo de fichar mujeres. Escucho muchas excusas como, 'Oh, es caro' o 'Oh, no sabemos cómo reaccionará el mercado ante una mujer'. ¿Comprarán su música? Obviamente, muchas empresas cristianas no tienen el dinero para experimentar casualmente con un artista cristiano porque tienes que asegurarte de que sean rentables. Así que muchas mujeres se ven perjudicadas porque no quieren apostar por una mujer". Ella dijo que inicialmente tomó un tiempo para que su música fuera lanzada debido a la resistencia que encontró en la industria de la música porque sus habilidades fueron infravaloradas por ser mujer. Por ejemplo, cuenta que "Volaría a algún lado, escribiría un álbum completo, pediría el ritmo y la persona no enviaría la canción. Aprendí mucho sobre cómo la gente te valora ".
El 30 de marzo de 2020, Wande anunció su próximo EP, Exit, y el sencillo "Happy" fue lanzado el 3 de abril de 2020. "Be the Light", con Evan y Eris, siguió como sencillo el 17 de abril de 2020. Exit se lanzó el 24 de abril de 2020. Wande también ha lanzado música que tiene parte de 116 (antes 116 Clique). Ella dijo en una entrevista de abril de 2020 que su padre y ella habían hecho las paces por su conversión y su decisión de seguir una carrera musical hip-hop. El 4 de diciembre de 2020, lanzó un mini-EP de tres canciones titulado The Decision.

## Discografía

### EP
- Exit - 2020
- The Decision - 2020